# Ладакхский избирательный округ Лок сабхи
Ладакхский избирательный округ Лок сабхи — один из округов Лок сабхи — нижней палаты парламента Индии.

## Сегменты собрания
Ладакхский округ состоит из следующих сегментов:
1. Нубра (окружное собрание № 47)
2. Лех (окружное собрание № 48)
3. Каргил (город) (окружное собрание № 49)
4. Занскар (окружное собрание № 50)

## Представители Ладакхского округа в Народной палате Индии
- 1967: К. Г. Бакула, Индийский национальный конгресс
- 1971: К. Г. Бакула, Индийский национальный конгресс
- 1977: Парвати Деви, Индийский национальный конгресс
- 1980: П. Намгьял, Индийский национальный конгресс
- 1984: П. Намгьял, Индийский национальный конгресс
- 1989: Мохамад Хассан Коммандер, беспартийный
- 1996: П. Намгьял, Индийский национальный конгресс
- 1998: Саид Хуссейн, Национальная конференция Джамму и Кашмира
- 1999: Хассан Хан, Национальная конференция Джамму и Кашмира
- 2004: Тупстан Чхеванг, беспартийный
- 2009: Хассан Хан, беспартийный
- 2014: Туппсан Чхеванг, ИНП